# Marc Cherry
Pour les articles homonymes, voir Cherry.
Marc Cherry, né Marc Hallon Cherry le 23 mars 1962 est un scénariste et producteur américain, principalement connu pour avoir créé les séries télévisées Desperate Housewives, Devious Maids et Why Women Kill.

## Famille
Marc Cherry naît le 23 mars 1962 à Los Angeles County. Il est l'aîné de trois enfants et a deux sœurs plus jeunes. Sa mère, Martha, était femme au foyer, et son père, comptable.

## Carrière
Il commence sa carrière comme assistant personnel de Dixie Carter dans la série Femmes d'affaires et dames de cœur (Designing Women).
En 1990, il devient le scénariste et producteur de la sitcom à succès Les Craquantes et de son spin off The Golden Palace.
Ensuite, il cocrée un sitcom, mettant en scène 4 femmes différentes, The Five Mrs. Buchanans en 1994 mais les audiences ne sont pas à la hauteur des résultats escomptés. Il crée ensuite lui-même la sitcom Macho Man en 2001.

### Desperate Housewives
Au début des années 2000, avec le succès de séries telles que Sex and the City, Marc Cherry décide de retravailler le concept d'une série mettant en parallèle ou croisant le parcours de plusieurs personnages féminins appartenant au même groupe social. Son projet, à la réalisation semée d’embûches (problèmes de production, de casting) voit le jour en 2004 avec Desperate Housewives (dont il est le producteur et le scénariste). La chaîne américaine ABC décide de l'ajouter à ses programmes de fin d'année, alors que d'autres chaînes comme HBO, FOX, CBS, NBC ont toutes refusé. Le feuilleton rencontre un large succès, assez inattendu pour les États-Unis avant de connaître un triomphe international.
À la suite d'audiences plutôt moyennes, Marc Cherry, occupé par d'autres projets, fut abondamment critiqué par Touchstone Pictures, la presse spécialisée, les téléspectateurs et nombre de cercles de fans à propos de la deuxième saison de Desperate Housewives, jugée moins créative, moins dynamique et moins originale que la première. Elle se contentait, selon l'avis général, d'aligner paresseusement des scènes de vaudeville et ne faisait que s'appuyer, sans grandes trouvailles, sur la structure des scénarios qui faisait tout le sel de la saison précédente, à savoir le mélange entre drame policier et situations cocasses, mâtiné d'une bonne dose d'humour noir et d'ironie. À propos de la troisième saison, Cherry a promis de faire en sorte que celle-ci soit en rupture avec la tonalité des deux premières, à savoir qu'elle soit moins frivole, moins rocambolesque, plus surprenante mais aussi plus sombre. Les premières audiences américaines lui ont apparemment fait comprendre que ses objectifs de renouvellement étaient atteints.
Durant la troisième saison, Marc Cherry a connu un contentieux avec l'une des actrices principales, Marcia Cross, à la suite de la grossesse de cette dernière, qui a alimenté bon nombre de rumeurs concernant la disparition éventuelle du personnage Bree Van de Kamp. Mais le différend s'est réglé à l'amiable : la comédienne s'est engagée à ne plus tomber enceinte jusqu'au terme du contrat la liant à la série.
Cherry est décrit par Newsweek comme étant un « Républicain assez conservateur et homosexuel ».

## Filmographie
Sauf indication contraire, les informations mentionnées dans cette section peuvent être confirmées par la base de données cinématographiques IMDb,  présente dans la section « Liens externes ».

### Scénariste
- 1989 : Homeroom (en) (saison 1, épisode 6)
- 1990-1992 : Les Craquantes (The Golden Girls) (11 épisodes)
- 1992-1993 : The Golden Palace (4 épisodes)
- 1994-1995 : The 5 Mrs. Buchanans (17 épisodes)
- 1995 : The Crew (en) (5 épisodes)
- 2001 : Macho Man (Some of My Best Friends) (4 épisodes)
- 2004-2012 : Desperate Housewives (180 épisodes)
- 2013-2016 : Devious Maids (49 épisodes)
- 2019-2021 : Why Women Kill (20 épisodes)

### Producteur
- 1990-1992 : Les Craquantes (The Golden Girls (24 épisodes)
- 1992-1993 : The Golden Palace (24 épisodes)
- 1994-1995 : The 5 Mrs. Buchanans (8 épisodes)
- 1995 : The Crew (en) (4 épisodes)
- 2001 : Macho Man (Some of My Best Friends) (7 épisodes)
- 2004-2012 : Desperate Housewives (180 épisodes)
- 2013-2016 : Devious Maids (49 épisodes)
- 2019-2021 : Why Women Kill (20 épisodes)

### Acteur
- 1983 : Strangers Kiss de Matthew Chapman : Crew
- 2012 : Desperate Housewives : le déménageur (non crédité : saison 8, épisode 23)

## Récompenses et nominations

### Nominations
- 2005 : Emmy Award de la meilleure série comique (Outstanding Comedy Series) pour Desperate Housewives